# 九龍巴士6M線
九龍巴士6M線是香港九龍的一條臨時巴士路線，來往九龍城碼頭及何文田愛民邨，目的是為九龍城、何文田、紅磡沿途一帶居民提供來往未受影響的何文田站的接駁服務。

## 歷史
- 2019年11月20日：因反修例集會影響陸路交通，路線投入服務，循環來往九龍城碼頭至愛民邨，以配合沿途一帶居民來往何文田站。
- 2019年11月21日：因客量欠佳，改派單層巴士行走。
- 2019年11月22日：因客量仍然欠佳，整體班次被削減。

## 服務時間及班次
6M
| 九龍城碼頭開         | 九龍城碼頭開 | 九龍城碼頭開 |
| 日期                 | 服務時間     | 班次（分鐘） |
| -------------------- | ------------ | ------------ |
| 星期一至日及公眾假期 | 07:00-09:00  | 20           |
| 星期一至日及公眾假期 | 18:00-20:00  | 30           |

## 行車路線
- 由九龍城碼頭開出：新碼頭街、土瓜灣道、馬頭圍道、庇利街、紅磡道、佛光街天橋、佛光街、忠孝街、佛光街、馬頭圍道、土瓜灣道及新碼頭街。

### 沿線車站
| 九龍城碼頭開 | 九龍城碼頭開       | 九龍城碼頭開           |
| 序號         | 車站名稱           | 位置                   |
| ------------ | ------------------ | ---------------------- |
| 1            | 九龍城碼頭巴士總站 | 九龍城碼頭巴士總站     |
| 2            | 貴州街             | 土瓜灣道               |
| 3            | 落山道             | 土瓜灣道               |
| 4            | 鴻福街             | 土瓜灣道               |
| 5            | 信用街             | 佛光街                 |
| 6            | 何文田站           | 何文田站公共運輸交匯處 |
| 7            | 迦密中學           | 忠孝街                 |
| 8            | 愛民邨             | 忠孝街                 |
| 9            | 忠民街             | 忠孝街                 |
| 10           | 欣圖軒             | 忠孝街                 |
| 11           | 常樂街             | 佛光街                 |
| 12           | 信用街             | 佛光街                 |
| 13           | 佛光街             | 馬頭圍道               |
| 14           | 石塘街             | 馬頭圍道               |
| 15           | 浙江街             | 土瓜灣道               |
| 16           | 落山道             | 土瓜灣道               |
| 17           | 九龍城碼頭巴士總站 | 九龍城碼頭巴士總站     |

## 路線用車
本線首日開辦時，常見丹尼士Enviro500 MMC、富豪B9TL等雙層巴士；但礙於客量欠佳，第二日起隨即改派丹尼士Enviro 200單層巴士（AAS）。

## 第一代6M線
1979年，九巴為配合地鐵修正早期系統，開辦第一代6M線，來往石硤尾站及美孚巴士總站（時稱荔枝角橋底）。後因美孚站於1982年通車，此線同年被取消。